# Vaillac
Vaillac – miejscowość i dawna gmina we Francji, w regionie Oksytania, w departamencie Lot. W 2013 roku jej populacja wynosiła 99 mieszkańców. 
W dniu 1 stycznia 2016 roku z połączenia pięciu ówczesnych gmin – Beaumat, Fontanes-du-Causse, Labastide-Murat, Saint-Sauveur-la-Vallée oraz Vaillac – utworzono nową gminę Cœur de Causse. Siedzibą gminy została miejscowość Labastide-Murat. 